# Mariama Dramé
Pour les articles homonymes, voir Dramé.
Mariama Dramé, née en 2006, est une nageuse sénégalaise.

## Carrière
Mariama Dramé remporte aux Championnats d'Afrique de natation 2021 à Accra la médaille de bronze sur 4 × 100 mètres nage libre.
Pensionnaire du Club des Nageurs de la Résidence Axa Mariste (CNRAM), elle est désignée meilleure nageuse du Sénégal en 2021 avec 12 médailles remportées  (6 en or, 4 en argent et 2 en bronze) aux Championnats du Sénégal 2021.
Elle remporte la traversée Dakar-Gorée en 2022.